# Synallaxis albescens
A Synallaxis albescens a madarak (Aves) osztályának verébalakúak (Passeriformes) rendjébe és a fazekasmadár-félék (Tyrannidae) családjába tartozó faj.

## Rendszerezése
A fajt Coenraad Jacob Temminck holland ornitológus írta le 1823-ban.

## Alfajai
- Synallaxis albescens albescens Temminck, 1823
- Synallaxis albescens australis Zimmer, 1935
- Synallaxis albescens griseonota Todd, 1948
- Synallaxis albescens inaequalis Zimmer, 1935
- Synallaxis albescens insignis Zimmer, 1935
- Synallaxis albescens josephinae Chubb, 1919
- Synallaxis albescens latitabunda Bangs, 1907
- Synallaxis albescens littoralis Todd, 1948
- Synallaxis albescens nesiotis A. H. Clark, 1902
- Synallaxis albescens occipitalis Madarasz, 1903
- Synallaxis albescens perpallida Todd, 1916
- Synallaxis albescens pullata Ripley, 1955
- Synallaxis albescens trinitatis Zimmer, 1935[2]

## Előfordulása
Közép-Amerikában és Dél-Amerikában, Costa Rica, Panama, Trinidad és Tobago, valamint Argentína, Bolívia, Brazília, Kolumbia, Francia Guyana, Guyana, Paraguay, Peru, Suriname, Uruguay és Venezuela területén honos. 
Természetes élőhelyei a szubtrópusi vagy trópusi cserjések és szavannák, lápok és mocsarak közelében, valamint legelők, másodlagos erdők és szántóföldek. Vonuló faj.

## Megjelenése
Testhossza 16 centiméter, testtömege 9-17 gramm.
|  |

## Életmódja
Ízeltlábúakkal táplálkozik.

## Természetvédelmi helyzete
Az elterjedési területe rendkívül nagy, egyedszáma pedig stabil. A Természetvédelmi Világszövetség Vörös listáján nem fenyegetett fajként szerepel.